# بهترین دوست (فیلم)
بهترین دوست (به هندی: Jaani Dost) یا دوست جانی فیلمی محصول سال ۱۹۸۳ و به کارگردانی کی. راگاوندرا رائو است. در این فیلم بازیگرانی همچون درمندرا، جیتندرا، سری دوی، پروین بابی، قادرخان، امجد خان، شاکتی کاپور، آسرانی ایفای نقش کرده‌اند.